# 인민사회당 (쿠바)
인민사회당(스페인어: Partido Socialista Popular)은 1925년에 설립된 쿠바의 공산당이었다. 주요 당원으로는 라울 카스트로 전 쿠바 공산당 중앙위원회 제1서기, 블라스 로카 칼데리오 전 쿠바 대통령 등이 있으며, 풀헨시오 바티스타 독재정권에 강력히 반대하고 1959년 쿠바 혁명에 적극적으로 참여했다. 1961년 쿠바의 마르크스-레닌주의 혁명가 체 게바라와 알베르트 바요 그리고 좌익 국민주의자 피델 카스트로의 주도로 인민사회당이 7·26 운동에 통합되면서 쿠바 사회주의 혁명연합당이 결성되었다. 1965년에 쿠바 사회주의 혁명당은 쿠바 공산당으로 개칭하고 피델 카스트로를 중앙위원회 서기장으로 선출하였다.